# Vinko Cuzzi
Vinko Cuzzi (vagy Vinko Kuci; Split, Jugoszláv Királyság, 1940. július 11. – Zágráb, 2011. december 8.) horvát labdarúgóhátvéd.

## Pályafutása

### A válogatottban
1965 szeptemberében mutatkozott be a jugoszláv válogatottban a Szovjetunió elleni idegenbeli barátságos mérkőzésen. Összesen 8 alkalommal lépett pályára a válogatottban. Utolsó nemzetközi szereplése 1966 júniusában volt az NSZK elleni idegenbeli barátságos mérkőzésen.

## Sikerei, díjai
Hajduk Split
- Jugoszláv kupa: 1966–67

## Statisztika

### Mérkőzései a jugoszláv válogatottban
| Jugoszlávia | Jugoszlávia          | Jugoszlávia                    | Jugoszlávia   | Jugoszlávia | Jugoszlávia  | Jugoszlávia  | Jugoszlávia | Jugoszlávia |
| #           | Dátum                | Helyszín                       | Hazai         | Eredmény    | Vendég       | Kiírás       | Gólok       | Esemény     |
| ----------- | -------------------- | ------------------------------ | ------------- | ----------- | ------------ | ------------ | ----------- | ----------- |
| 1.          | 1965. szeptember 4.  | Moszkva, Lenin-stadion         | Szovjetunió   | 0 – 0       | Jugoszlávia  | barátságos   | -           |             |
| 2.          | 1965. szeptember 19. | Luxembourg, Stade Municipal    | Luxemburg     | 2 – 5       | Jugoszlávia  | vb-selejtező | -           |             |
| 3.          | 1965. október 9.     | Párizs, Parc des Princes       | Franciaország | 1 – 0       | Jugoszlávia  | vb-selejtező | -           |             |
| 4.          | 1965. november 7.    | Belgrád, JNA-stadion           | Jugoszlávia   | 1 – 1       | Norvégia     | vb-selejtező | -           |             |
| 5.          | 1966. május 4.       | London, Wembley Stadion        | Anglia        | 2 – 0       | Jugoszlávia  | barátságos   | -           |             |
| 6.          | 1966. május 8.       | Zágráb, Maksimir Stadion       | Jugoszlávia   | 2 – 0       | Magyarország | barátságos   | -           |             |
| 7.          | 1966. június 1.      | Belgrád, JNA Stadion           | Jugoszlávia   | 0 – 2       | Bulgária     | barátságos   | -           | 46'         |
| 8.          | 1966. június 23.     | Hannover, Niedersachsenstadion | NSZK          | 2 – 0       | Jugoszlávia  | barátságos   | -           |             |
|             | Összesen             |                                |               | 8           | mérkőzés     |              | 0           | gól         |